# Benedikt Dotu Sekey
Benedikt Dotu Sekey (* 10. August 1940 in Accra; † 13. Dezember 2000) war ein ghanaischer Geistlicher und römisch-katholischer Bischof von Gbarnga.

## Leben
Benedikt Dotu Sekey empfing am 20. August 1967 das Sakrament der Priesterweihe.
Am 17. November 1986 ernannte ihn Papst Johannes Paul II. zum ersten Bischof von Gbarnga. Johannes Paul II. spendete ihm am 6. Januar 1987 die Bischofsweihe; Mitkonsekratoren waren der Substitut des Staatssekretariats, Kurienerzbischof Eduardo Martínez Somalo, und der Sekretär der Kongregation für die Evangelisierung der Völker, Kurienerzbischof José Sánchez.